# Marek Oramus
Marek Oramus (* 23. März 1952 in Siepraw bei Krakau) ist ein polnischer Schriftsteller. Er gehört zu den bekanntesten Science-Fiction-Autoren des Landes.
Oramus studierte bis 1975 in Gliwice Maschinenbau, dann bis 1977 in Warschau Journalistik. Er war stellvertretender Chefredakteur der Zeitschrift ITD. In den Jahren 1983 bis 1986 schrieb er Kritiken der SF-Literatur für die Zeitschrift Przegląd Techniczny, für die er einen Preis der Zeitschrift Fantastyka erhielt.
Oramus debütierte als SF-Autor mit der 1977 veröffentlichten Novelle Witaj w domu. 1982 folgte der vielbeachtete Roman Senni zwycięzcy, den man in Polen der sog. soziologischen SF zuordnet.

## Werke (Auswahl)
- 1982 – Senni zwycięzcy (Roman)
- 1985 – Arsenał (Roman)
- 1989 – Hieny cmentarne (Novellensammlung)
- 1990 – Dzień drogi do Meorii (Roman)
- 1995 – Święto śmiechu (Roman)
- 2002 – Rewolucja z dostawą na miejsce (dt.: Die Revolution fand hier statt)(Novellensammlung)
- 2010 – Trzeci najazd Marsjan (Roman, dt.: Die dritte Invasion vom Mars)